# Kathleen Fee
Kathleen Fee – kanadyjska aktorka filmowa i głosowa.

## Wybrana filmografia

### Role filmowe
- 2002: Sprawa wampira z Białej Kaplicy  (The Case of the Whitechapel Vampire)[1][2]
- 2004: Anioły w mieście (When Angels Come to Town)
- 2008: Dr Jekyll i pan Hyde jako Pani Lanyon

### Role głosowe
- 1989: L'Atelier (The Studio)[3]
- 1989: Księga dżungli (dubbing angielski) jako Luri (wilczyca, przybrana matka Mowgliego)
- 1991: Latające misie jako Gryzelda (Grizelda)
- 1991–1992: Młody Robin Hood jako Mathilda[4]
- 1992: Legenda o Białym Kle jako Bella
- 1993: Przygody Kota Davida jako Clara Peggotty
- 1994: Opowieści taty bobra
- 2000: Wunschpunsch (dubbing angielski)
- 2010: Muminki w pogoni za kometą jako Mama Muminka